# 森寛弘
森 寛弘（もり のりひろ、1976年 - ）は、日本の実業家。三重県津市出身。

## 略歴
1976年生まれ、三重県津市出身。株式会社XROSSOVER(クロスオーバー) 代表取締役／CEO。企業ブランディングにおけるデジタルマーケティングを支援し、コミュニケーション戦略支援、コンサルティング、デジタルプロモーションを実施するWebマーケティングを企画運営。2021年、青山ビジネススクール（青山学院大学大学院国際マネジメント研究科）卒業。MBA:経営管理修士(専門職)

## 主な著作
- 結果が出る[SNSマーケティング]てっぱん法則（扶桑社、2018年11月23日）[3][4] [5]
- デジタルでブランドは作れるか SNSを使ったデジタルブランディング（日経広告研究所報 310号 2020年4月1日）[6]